# Čemše
Čemše so naselje v Občini Mirna Peč. 
Naselje leži ob avtocesti Ljubljana - Novo mesto.